# Syringa chinensis
Syringa chinensis är en syrenväxtart som beskrevs av Carl Ludwig von Willdenow. Syringa chinensis ingår i släktet syrener, och familjen syrenväxter. Inga underarter finns listade i Catalogue of Life.